# Harrar
Harrar (Harari y amhárico: ሐረር, Härär) (a veces escrito Harar, Hārer, o Harer) es una ciudad en el este de Etiopía, y la capital de la Región de Harari, etnodivisión política de Etiopía. Se sitúa en la cima de una colina, en la zona oriental de la extensión del altiplano de Etiopía, a unos quinientos kilómetros de Addis Abeba, con una elevación de 1885 metros. Harrar fue declarada Patrimonio de la Humanidad por la UNESCO en 2006, reconocimiento de su patrimonio cultural. Se le considera "la cuarta ciudad santa del Islam" con 82 mezquitas, tres de las cuales datan del siglo X; y 102 Santuarios.
Durante siglos, Harrar ha sido un importante centro comercial, con rutas comerciales que la unen con el resto de Etiopía, el Cuerno de África, la península arábiga, y, a través de sus puertos, el resto del mundo. Harrar es también famoso por su distintivo, cafés naturales procesados que llevan el mismo nombre.

## Demografía
Según las estimaciones de población realizadas por la Agencia Central de Estadística de Etiopía en 2005, esta ciudad tiene una población total estimada de 122.000, de los cuales 60.000 son hombres y 62.000 mujeres. De acuerdo al censo de 1994, el último oficial y en base al cual se realizó esta estimación, la ciudad tenía una población de 76.378.

## Población

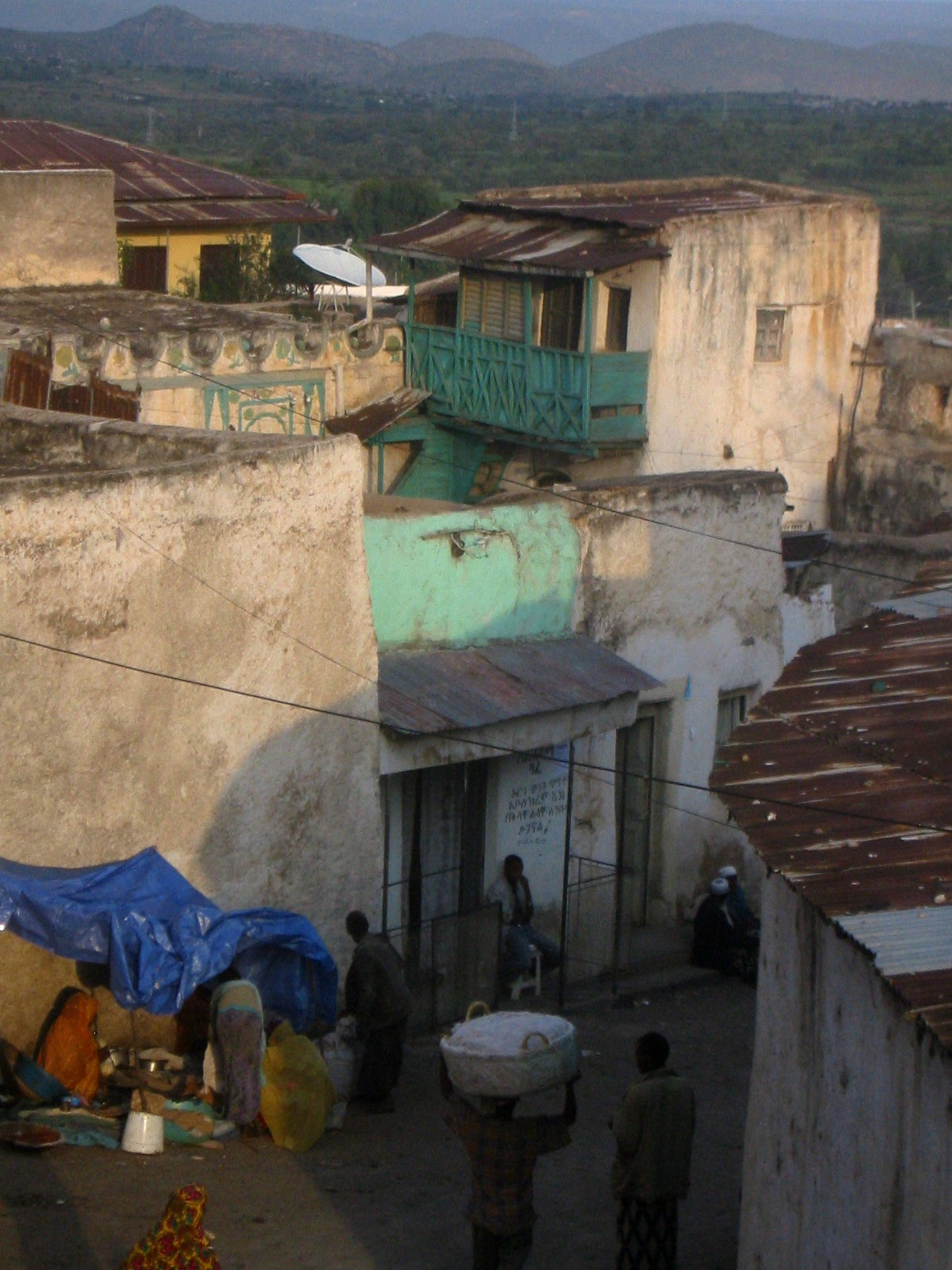
Vista de Harar.

La población de Harrar está compuesta por diversos grupos étnicos, tanto musulmanes como cristianos. Entre ellos se incluyen los harari, amhara, oromo, somalí, gurage, tigray, entre otros. Dentro de la ciudad amurallada, la etnia predominante es la harari. Los harari, que se refieren a sí mismos como Gey 'Usu ("Pueblo de la Ciudad") son un pueblo de lengua semítica, que se consideran descendientes de un puesto militar del antiguo Reino de Aksum. Hoy en día, son más comúnmente clasificados como grupo social y cultural, en lugar de grupo étnico distinto, ya que la mayoría de las familias se han mezclado con los grupos de vecinos, y se acoge con satisfacción a los extranjeros en su comunidad. Su idioma, el harari, es una lengua semita originalmente escrita en alfabeto árabe, aunque recientemente se ha pasado a escribir en alfabeto etíope.

## Historia

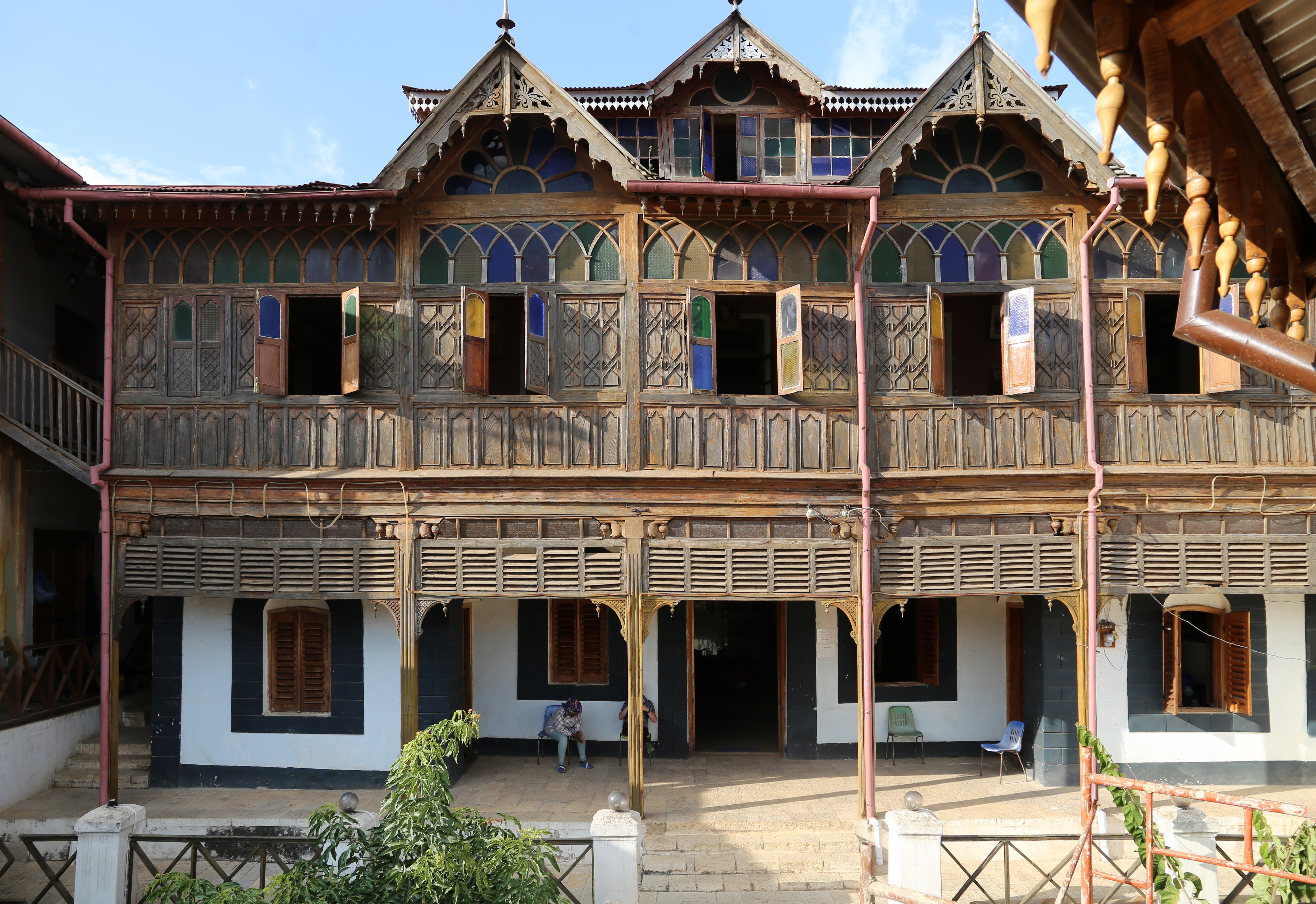
La casa de Rimbaud en Harar

Llamada "Gey" ("Ciudad") por sus habitantes, Harrar se fundó entre el siglo VII y el siglo XI (según distintas fuentes), convirtiéndose en el centro de la cultura y la religión islámica en el Cuerno de África. Formó parte del Sultanato de Adal (por momentos, vasallo del Imperio de Etiopía), del que se convirtió en capital en 1520 bajo el control del sultán Abu Bakr, quien trasladó la capital desde Dakkar. A partir de Harrar, Ahmad ibn Ibrihim al-Ghazi, también conocido como "Gragn" (la mano izquierda), inició una guerra de conquista en el siglo XVI, que amplió su territorio e incluso amenazó la existencia del Imperio cristiano de Etiopía. Su sucesor, el emir Nun Ibn Mujahid, construyó un muro en torno a la ciudad, de cuatro metros de altura y con cinco puertas. Este muro, llamado Jugol, sigue intacto, y es un símbolo de la ciudad para los habitantes.
El siglo XVI fue la Edad de Oro de Harrar. Floreció la cultura local, y muchos poetas vivieron y escribieron ahí. También se hizo conocida por el café, los tejidos, la cestería y la encuadernación. Los gobernantes de Harrar también acuñaron su propia moneda, las cuales estuvieron en circulación hasta el siglo XIX.
La ciudad mantuvo su independencia hasta la anexión egipcia de 1875. Durante este período, Arthur Rimbaud vivió en la ciudad, dedicándose al tráfico de armas. Su casa ha sido transformada en un museo. En 1885 recuperó su independencia, para volver a perderla dos años después, en 1887, cuando el Emir 'Abd Allah II fue derrotado por Menelik II, en ese momento rey de Shewa, en la Batalla de Chelenqo. A partir de aquí la historia de Harrar discurre siempre de la mano del Imperio Etíope.
Harrar perdió parte de su importancia comercial como consecuencia de la apertura del ferrocarril Addis Abeba - Yibuti, que, si bien inicialmente estaba previsto que llegara a la ciudad, para ahorrar dinero y evitar sortear el río Awash y unas montañas al norte de Harrar, se decidió que la estación de tren se situaría a unos 40 kilómetros del casco urbano. La población fundada en 1902 como Nueva Harrar es actualmente conocida como Dire Dawa
En 1995 la ciudad y sus alrededores se convirtieron en una Región Etíope (kilil). Se está construyendo un acueducto de agua potable desde Dire Dawa.

## Patrimonio de la Humanidad
Clasificada como Patrimonio de la Humanidad por la Unesco desde el año 2006, la ciudad de Harrar Jugol, esta última palabra designa las murallas, está situado al este de Etiopía. Está considerada como la cuarta ciudad más santa del islám
Su historia es rica. En efecto, antes de ser conquistada por Egipto, fue en el siglo XVI la capital del reino de Harari (1520-1568) y un foco cultural islámico. En el siglo XVII fue el centro de un emirato independiente.
La ciudad refleja este pasado rico mostrando un concentrado de arquitectura de diferentes épocas:
- Del siglo X, quedan tres mezquitas de las 82 que cuenta la ciudad.
- Las murallas han sido edificadas entre el siglo XIII y el siglo XVI.
- Las casas son también tradicionales, pero ciertas de ellas, fueron construidas por inmigrantes indios llegados aquí al siglo XIX.

Según el censo de población de 1994, la ciudad cuenta a 76.378 habitantes.